# جوزيف كونراد شامبرلن
جوزيف كونراد شامبرلن (بالإنجليزية: Joseph Conrad Chamberlin)‏ هو عالم العنكبوتيات ‏ أمريكي، ولد في 23 ديسمبر 1898 في سولت ليك في الولايات المتحدة، وتوفي في 17 يوليو 1962 في هيلسبورو في الولايات المتحدة.